# حسن ونور السنا (مسلسل)
حسن ونور السنا مسلسل بحريني من قصة مقتبسة من ألف ليلة وليلة، أنتج المسلسل بعام 1995. قام بإعداد السيناريو حمد الشهابي وأخرجه بسام الذوادي، وقام ببطولة أنور أحمد وغيره من الفنانين البحرينين.

## الفنانين المشاركين
من الفنانين المشاركين بالمسلسل:
- أنور أحمد
- زينب العسكري
- إبراهيم بحر
- حميد مراد
- لطيفة المجرن
- عبد الله ملك
- جمعان الرويعي
- علي الغرير
- يوسف بوهلول
- دينا خنجي
- سمية الخنة
- إيمان القصيبي